# フリースタイルカヤック
1980年頃からカヤックを使ったスタント的な動きを行う事をカヤックスタントやロデオと呼んでいた。主にFRP性カヤックが多く割れて壊れやすい事から波に乗るサーフィン、バウ（船首）を沈ませるエンダーなどの技を行う。90年前後からポリエチレン性カヤックが開発販売され壊れにくくなった事からより激しいスタントを行うようになる。大会も開かれるようになりホットドッグ、スタントカヌー、フリースタイル、ロデオと呼ばれ、アメリカでは主にロデオと呼ばれていた。第1回の世界選手権がイギリス・ラムジー島で行われた。日本では1989年のアウトドアNO70号群馬県片品川での滝落ちとホールでのプレイが特集されホワイトウォータースーパーロデオと特集が組まれている。競技大会としては1990年に長良川の通称タチタチの瀬で行われた「第一回カヌージャーナル杯・ホワイトウォーターロデオ in 長良川」が最初となる。1991年3月発売のカヌージャーナル Vol3号にホワイトウォーターロデオ特集が組まれ、基本的は技の説明やヤン・ケルナー（ドイツ）が、ジム・シュナイダー（アメリカ）による技の解説、紹介が行われている。

## 世界選手権
- 1991年 第1回 WorldWhiteWaterRODEO Championship イギリス・ラムジー島
- 1993年 第2回 WorldWhiteWaterRODEO Championship アメリカ・テネシー州・オコイ[3]
  - ホールライディング＋FTR（ Freestyle Through.rapid）でで予選を行っている。
  - 日本代表チーム初出場

- 1995年 第3回 WorldWhiteWaterRODEO Championship ドイツ・アウグスブルグ人工コース

## 日本の大会
- 日本では1990年に長良川の通称タチタチの瀬で行われた「第一回カヌージャーナル杯・ホワイトウォーターロデオ in 長良川」が最初となる。[1]
  - プレイボート部門、スクウォート部門、オープンデッキカナディアン部門

- 1993年 第3回 ホワイトウォーター・ロデオ日本選手権 岐阜県・木曽川・藤の瀬[3]
- 1993年 第1回 ホワイトウォーター・ロデオ・ジャパンオープン 徳島県・吉野川[3]

## 年間成績
- 2003年 フリースタイルカヤックサーキット 年間ランキング 男子1位 八木達也 2位 加古 学 3位 貝本宣広[4]

## カヤックの種類
- リバーカヤックの中でも運動性能に優れたプレイボート部門
- 浮力を削減して水中に沈むスクウォート部門
- オープンデッキカナディアンカヌーを使用したOC-1部門
- クローズドデッキカナディアンカヌーを使用したC-1部門

4部門があるが、参加数が少なく成立しない場合も多い。

## その他
1989年発売のアウトドア No70号に群馬県片品川の吹割りの滝の滝落ち、滝落ち後のホールプレイが写真特集を組まれ「ホワイトウォータースーパーロデオ」と紹介されている。